# 대니 웰벡
대니얼 니 테키 멘삭 "대니" 웰벡(영어: Daniel Nii Tackie Mensah "Danny" Welbeck, 1990년 11월 26일 ~)은 잉글랜드의 축구 선수로, 현재 브라이턴 & 호브 앨비언 FC 소속이다. 그의 주 포지션은 스트라이커지만 윙어로도 뛸 수 있다.
키가 크고 껑충껑충 뛰는 스타일 때문에 토트넘 홋스퍼의 스트라이커 에마뉘엘 아데바요르 또는 포츠머스의 전 스트라이커 느왕쿼 카누와 종종 비교되곤 한다. 웰벡은 강력한 피지컬과 정확한 헤딩 능력을 장점으로 들 수 있다.

## 클럽 경력
대니 웰벡은 잉글랜드 맨체스터 롱사이트(Longsight)에서 태어났다. 부모는 가나 출신이었다. 대니 웰벡은 2005-06년 시즌에 맨체스터 유나이티드에 합류하였다. 2006년 4월 8일, 선덜랜드 AFC와의 리그 경기에서 맨체스터 유나이티드 18세 이하팀으로서 출전하였다. 당시, 팀이 시즌의 마지막 두 경기를 남겨 둔 상태였다. 출전 안 했다면 출전 못한 교체 선수 명단에 이름을 올릴 뻔한 것이었다. 다음 시즌에, 대니 웰벡은 18세이하 팀 시즌 경기에 28 차례 출장하였다. 9골을 기록하였다. FA 유소년 컵(FA Youth Cup)에서도 한 골을 기록하였다. 당시 그의 나이 불과 16세였으며, 다른 선수들보다 두어 살 어릴 때였다.
대니 웰벡은 2007년 7월 클럽과 훈련생 입과 계약을 맺었다. 2007-08 시즌도 18세이하 팀에서활동을 시작하였다. 그런데, 얼마 되지 않아 대니 웰벡은 맨체스터 유나이티드의 리저브 팀(Reserve team)으로 올라왔다. 몇 차례 경기에 교체 출전하였다. 2008년 1월, 팀이 사우디아라비아에 가서 사미 알자베르가 뛰고 있는 클럽인 알힐랄와 사미 알자베르(Sami Al-Jaber)의 테스티모니얼 경기(10년가량 뛴 선수의 공로를 기리기 위해 열리는 경기)를 치를 때, 주전 멤버로 첫 출전하였다. 대니 웰벡은 65분에 안데르송을 대신하여 교체 투입되었다. 대니 웰벡은 종료 직전 페날티 킥을 얻어냈다. 그가 이것을 넣으면 맨유와 알힐랄은 비기는 것이었다. 하지만 대니 웰벡은 공을 골대 위를 넘어가게 차버리고 말았다.
2008년 1월 25일, 알렉스 퍼거슨은 남아있는 2007-08년 시즌 동안 웰벡을 주전 선수(first team squad) 명단에 올릴 것이라고 말하였다. 2008년 2월 9일, 알렉스 퍼거슨은 2월 10일에 열릴 맨체스터 더비에 17세의 대니 웰벡이 선발 출전할 것이라고 공언하였다. 하지만, 이 경기에서 그는 출전하지 못했다.
2008년 9월 23일에, 대니 웰벡은 친선 경기가 아닌 경기만 따질 때 첫 경기로서 1군(first team) 경기에 첫 출전하였다. 미들즈브러 FC와의 풋볼 리그 컵 3라운드 홈 경기였다. 맨유가 이 경기를 3-1로 이겼다. 대니 웰벡에게 전반 3분 경에 찬스가 왔지만 살리지 못했고, 그는 이 경기에서 골을 넣지 못하였다. 대니 웰벡은 2008년 11월 11일, 퀸즈 파크 레인저스 FC와의 4 라운드 경기에 출전하였다. 72분에 Rodrigo Possebon 대신 투입되어 뛰었다. Peter Ramage로부터 반칙을 끌어내어 페널티 킥을 얻어냈다. 카를로스 테베스가 이 페널티 킥을 골로 성공시켰으며, 경기는 1-0으로 이겼다. 대니 웰벡은, 2008년 11월 15일에 잉글랜드 프리미어 리그에 첫 출전하였다. 스토크 시티 FC와의 경기였는데 박지성 대신 63분에 투입되었다. 그는 이 경기에서 골대 오른쪽 위로 들어가는 30 야드짜리 골을 성공시켰다. 맨유가 5-0으로 이겼다.
2009년 1월 4일 FA 컵 사우스햄튼 FC전에 선발 출장하여 선제골을 넣었다. 그는 2011-2012 시즌 완전한 주전이 된다. 특히 그는 토튼햄 핫스퍼와의 경기에서 선제골, 아스날 FC와의 경기에서도 선제골을 넣어 팀의 3연승에 크게 기여 하면서 승승장구 하였다. 하지만 그는 아스날전 전반 막바지에 햄스트링 부상으로 하비에르 에르난데스와 교체아웃 되었고 리그 6라운드 스토크 시티전에서 교체로 출전하여 부상 복귀전을 가졌다. UEFA 챔피언스리그 FC 바젤전에서 2골을 성공 시키며 2:0으로 앞서가나 알렉산더 프라이 등에게 연속골을 허용하여 2:3으로 끌려가고 있었지만 다행히 애슐리 영의 동점골로 간신히 3:3 무승부를 거둔다. 그는 아스톤 빌라 FC 전에서 득점을 성공하였으나 오프사이드로 판정되어 골 기록에는 실패하였고. 위건 애슬래틱과의 경기에서 루이스 나니의 크로스를 받아 왼발 슛으로 선제골을 만들어내었고 팀은 5:0으로 승리하였다. 그리고 아스날 FC전에서 1:1로 비기고 있던 중. 안토니오 발렌시아의 패스를 받아 결승골을 성공하였으며 어린 선수라고는 믿기지 않을 만큼의 활약을 보였다. 언론에서 앨런 시어러는 '그의 플레이는 앤드류 콜과 같다'며 그에 대한 칭찬을 아끼지 않았다.
2012년 2월 6일, 그는 첼시 FC와의 경기에서 유도한 페널티킥에 헐리웃 논란을 불러왔다. 맨체스터 유나이티드는 그의 다이빙과 더불어 많은 논란을 낳은 이 경기에서 3-3 무승부를 거두었다.
그 이후, 맨유에서 웨인 루니, 로빈 판 페르시에게 주전 경쟁에 밀렸고, 여름이적시장 마감직전에 아스날 FC로 이적하였다.
2019년 8월 7일, 왓퍼드 FC에 입단했다.

## 국가대표팀 경력
2005년 10월 빅토리 쉴드(Victory Shield)에서 열린 잉글랜드 대 웨일스 16세 이하 축구 경기에서, 14세의 웰벡은 잉글랜드를 대표하여 선수로 뛰었다. 잉글랜드가 이겼다. 대니 웰벡은 이후 잉글랜드 17세 이하 축구 대표팀에 합류하였다. 세르비아 대표팀과의 경기에서 결승골을 기록하였으며, 이로써 잉글랜드가 2007년 UEFA 17세이하 축구 챔피언십 본선에 진출하는 데 기여하였다. 토너먼트에서 잉글랜드는 스페인에 이어 2위를 차지하였다. 이로써 잉글랜드는 2007년 한국에서 열렸던, 2007년 FIFA U-17 월드컵에 진출하였다. 이 대회에서 대니 웰벡은 뉴질랜드를 상대로 2 골을 넣었다. 잉글랜드는 토너먼트에서 역대 최고 기록인 4강까지 올라갔다.
대니 웰벡은 2008년 7월, 유럽 19세 이하 축구 챔피언십에 나설, 잉글랜드 19세 이하 축구 대표팀에 합류할 예정이었다. 2008년 9월에 19세 이하 축구 대표팀 선수로서 첫 출전하였다. 네덜란드 19세 이하 축구 대표팀과의 경기에서 90분간을 뛰며 팀이 2-1로 이기는 데 공헌하였다.
2008년 11월 18일, 가나 축구 협회가 그에게 눈독을 들이고 있다는 보도가 있었다. 장래에 그를 가나 축구 국가대표팀으로 삼겠다는 속셈이라고 보도되었다.
그리고 2011년 처음으로 잉글랜드 국대에서 뛰게 됐고 유로 2012, 2014년 FIFA 월드컵에서도 뛰게 된다.

## 수상 내역
- 프리미어리그 - 2012-13
- FA컵 : 2016-17
- 풋볼 리그 컵 - 2008-09, 2009-10
- FA 커뮤니티 실드 - 2011, 2013, 2017
- FIFA 클럽 월드컵 - 2008